# Partido Mexicano de los Trabajadores
El Partido Mexicano de los Trabajadores (PMT) fue un partido político mexicano de izquierda creado en 1974.  Entre sus fundadores estuvieron Heberto Castillo y Demetrio Vallejo, representando cada uno a bloques de militantes que provenían del movimiento estudiantil de 1968 y del movimiento ferrocarrilero, respectivamente.

## Antecedentes
Los antecedentes del partido se encuentran en el Comité Nacional de Auscultación y Organización (CNAO) constituido en agosto de 1972. Dicho comité tenía como objetivo realizar una consulta para determinar las características del partido que intentarían crear.  Si bien en un primer momento formaron parte del comité Octavio Paz y Valentín Campa su comisión organizadora estuvo integrada por Heberto Castillo, Demetrio Vallejo, Rafael Aguilar Talamantes, César del Ángel, Angelina del Valle, Silvia Millán y Graco Ramírez.  La conclusión fue que se formaría un partido de masas en donde participaran obreros, campesinos, intelectuales, estudiantes y burócratas, pero en febrero de 1973, Aguilar Talamantes y Graco Ramírez hicieron pública su renuncia al CNAO para formar el Partido Socialista de los Trabajadores.

## Fundación y registro
A partir del 5 de septiembre de 1974 se realizó el congreso constituyente del partido, el cual concluyó el día 08, fecha en que se aceptaron los documentos básicos del partido, es decir su estatuto, programa de acción y declaración de principios. El primer comité ejecutivo estuvo integrado por Heberto Castillo como presidente; Demetrio Vallejo secretario de organización; Hugo Velasco Baldrán secretario de finanzas; Juan Ignacio Ibáñez Parkman secretario de trabajo y conflictos; Salvador Ruiz Villegas secretario de relaciones culturales; Alfredo Pantoja Guzmán secretario de relaciones obreras; Luis Tomás Cervantes secretario de relaciones campesinas y María Teresa Rivera secretaria de relaciones femeniles. 
No obstante haber sido fundado en 1974, el PMT obtuvo su registro legal hasta 1984. Esto se explica no sólo por el incumplimiento de los requisitos legales, sino porque es que si bien con la reforma política de 1977 se crearon figuras flexibles como la del registro condicionado, el partido decidió no participar en las negociaciones para otorgar el registro que el gobierno ofrecía a la oposición y por ello no compitió en las elecciones de 1979 y 1982.

## Vida interna y participación electoral
Dentro de las estrategias del PMT para desarrollar sus actividades partidistas pueden mencionarse las  de su  propaganda y sus formas de financiamiento. Dado que el partido no recibía recursos públicos  organizó un concierto musical de Oscar Chávez en la Arena México y administró  una taquería, establecida con recursos aportados por el filósofo Luis Villoro. Con relación a la propaganda, esta estuvo marcada por la utilización de diversas formas de artes visuales sobre todo por el cartón político que publicaba en el órgano de difusión, el periódico Insurgencia Popular y por la realización de documentales en formato de 8 milímetros, incluyendo uno  al que se tituló Noticiero Colorado, así como el de la huelga de trabajadores de la  refresquera Pascual Boing.La trascendencia de los documentales radica en que fue la forma de comunicarse con los militantes de todo el país.
El partido únicamente participó en las Elecciones federales de México de 1985 y sus candidatos no ganaron ninguno de los distritos uninominales, pero obtuvo seis curules vía el principio de representación proporcional. Así se integraron a la Cámara de Diputados Heberto Castillo, Eduardo Valle, Oswaldo Harris, Alejandro Gascón, José Luis Díaz y Eduardo Acosta.

## Conflictividad interna
Entre 1982 y 1983 se presentó un conflicto interno que concluyó con la destitución como funcionario partidista y posterior renuncia al partido del secretario de organización: Demetrio Vallejo. La acusación contra Vallejo hecha por el comité directivo se sustentó en que su intervención en la huelga de los trabajadores de la refresquera pascual afectó al partido dado que excluyó a la secretaría de relaciones obreras y a que los asesores que él propuso al sindicato recibieron dinero de éste y no lo entregaron al partido. Una vez que fue removido de su cargo, Vallejo,  anunció su renuncia al PMT y su incorporación al PSUM junto con otros 250 militantes.
En julio de 1985, previamente al “Primer pleno nacional extraordinario”, el secretario de propaganda, Enrique Laviada Cirerol fue destituido del cargo y otros tres  secretarios renunciaron a sus posiciones. Quienes dejaron el comité argumentaron que era necesaria una democratización del partido. Ya en el pleno, se hizo una revisión crítica de los resultados electorales de ese año  y se concluyó que era necesario profundizar las alianzas con otras organizaciones partidistas, hablando incluso de la fusión, dado que el Partido Acción Nacional se había fortalecido mientras la izquierda no.

## Disolución y fusión
Hacia 1987 y con base en las discusiones del primer y el segundo pleno nacional extraordinario se concluyó que en aras de mejorar la participación electoral debía transitarse hacia la fusión con otras organizaciones. Esto se pudo concretar con el PSUM y  el partido resultante fue el Partido Mexicano Socialista mismo que en 1989 cedería su registro al Partido de la Revolución Democrática.

## Críticas
En su fundación, el Partido Comunista Mexicano criticó la postura política del PMT argumentando que eran "reformistas" y "aperturistas". Derivado de estas críticas, a los militantes del partido se les llamada "aperturos" o "heberturos" como una sátira a Heberto Castillo.